# Carla Accardi
Carla Accardi (9 de outubro de 1924 - 23 de fevereiro de 2014) foi uma destacada artista Italiana.

## Vida e Formação
Carla Accardi nasceu em Trapani, na Sicília. Proveniente de uma família burguesa liberal, foi educada em um ambiente que valorizava as letras e as artes. Em 1943, transferiu-se para Florença para cursar a Accademia di belle arti di Firenze, abandonando rapidamente os cânones acadêmicos tradicionais em busca de linguagens artísticas inovadoras.
Ainda jovem, foi profundamente impactada pelas vanguardas históricas europeias, especialmente pelo cubismo e pelo surrealismo, embora logo tenha buscado ultrapassá-los em direção a uma estética própria. Em 1946, mudou-se para Roma, centro nevrálgico da experimentação artística no pós-guerra, onde conheceu artistas como Pietro Consagra, com quem se casaria, e Giulio Turcato, integrando-se a um círculo de jovens criadores interessados na renovação das linguagens visuais.

## Carreira e Contribuições Artísticas
Em 1947, Carla Accardi foi uma das fundadoras do Gruppo Forma 1, juntamente com artistas como Achille Perilli, Piero Dorazio e Ugo Attardi. O manifesto do grupo defendia uma síntese entre marxismo e abstração formal, recusando tanto o neorrealismo quanto a abstração metafísica então em voga na Itália. Essa escolha situava Accardi como protagonista de uma das principais correntes da arte italiana do segundo pós-guerra.
Durante a década de 1950, desenvolveu uma linguagem de signos gráficos sobre fundos monocromáticos, aproximando-se da ideia de uma "escrita plástica". Ao final dos anos 1960, começou a utilizar vinil transparente (o "sicofoil") como suporte, permitindo a criação de instalações que dialogavam com a arquitetura e a luz ambiente, numa aproximação às linguagens do arte povera e da instalação.
A partir dos anos 1970, Carla Accardi aproximou-se dos movimentos feministas italianos, sem abandonar sua pesquisa formalista. Participou da criação do grupo Rivolta Femminile, ao lado de figuras como Carla Lonzi, enfatizando a necessidade de autonomia estética e existencial das mulheres.
Sua obra foi exposta em inúmeras mostras internacionais, incluindo várias edições da Bienal de Veneza, Documenta de Kassel e exposições em Paris, Nova York e Tóquio. Accardi consolidou-se, assim, como uma das primeiras artistas italianas contemporâneas a conquistar reconhecimento internacional duradouro.

## Estilo e Linguagem Visual
A arte de Carla Accardi é caracterizada pela invenção de signos autônomos, nem figurativos nem abstratos no sentido tradicional, mas que formam uma espécie de caligrafia intuitiva e dinâmica. Essa "escrita pictórica" se desenvolve a partir de uma concepção do gesto como ato originário, capaz de gerar espaços visuais onde forma, cor e suporte se interpenetram.
Ao utilizar o vinil e as superfícies translúcidas, Accardi rompeu com a ideia tradicional do quadro como janela e propôs uma interação direta da obra com o ambiente, criando "pinturas que se tornam espaço".
Além disso, seu uso de cores vibrantes — muitas vezes fluorescentes — foi interpretado como uma celebração da vitalidade, mas também como uma afirmação de resistência política e existencial, sobretudo na maturidade de sua carreira.

## Legado
A contribuição de Carla Accardi para a história da arte contemporânea é múltipla. Em primeiro lugar, ela desafiou, desde a década de 1940, a hegemonia masculina nas vanguardas artísticas italianas, estabelecendo-se como figura autônoma e inovadora. Em segundo lugar, renovou os paradigmas da abstração, propondo uma prática que privilegiava o processo, a fluidez e a abertura de sentidos.
Seu trabalho influenciou gerações posteriores de artistas, tanto na Itália quanto internacionalmente, especialmente aqueles interessados na relação entre linguagem, espaço e identidade. A presença de seu autorretrato de 2009 na coleção de autorretratos da Galeria Uffizi é um testemunho tardio, mas eloquente, de sua importância histórica.
Carla Accardi ocupa posição central na história da arte italiana e internacional do século XX, tanto pela radicalidade formal de sua pesquisa quanto pela sua contribuição à afirmação das mulheres no circuito artístico. Sua invenção de uma linguagem gráfica singular — que alia gesto, signo e transparência — rompeu as barreiras entre pintura e espaço, antecipando preocupações contemporâneas com a materialidade e a imersão sensorial. Figura de rara coerência e inovação, Accardi desafiou, por meio de seu trabalho e de sua ação política, os cânones estabelecidos, afirmando-se como uma voz independente na construção de novas visualidades .
Carla Accardi faleceu em Roma em 23 de fevereiro de 2014, deixando um legado que continua a inspirar revisões críticas sobre a abstração, a subjetividade e o papel das mulheres nas artes visuais.

## Pincipais Obras
- Segni Grigi (1954).
- L’ora della Sicilia (1965).
- Tenda (1966).
- Triplice tenda (1971–1972).
- Autoritratto (2009), Galleria degli Uffizi).
- Série Pitture Trasparenti (anos 1980).

## Exposições Importantes
- Galleria Art Club, Roma (1948).
- Bienal de Veneza (1950, 1964, 1976, 1993).
- Documenta de Kassel (1959, 1964).
- Museu de Arte Moderna de Paris (Retrospectiva, 1976).
- Royal Academy of Arts, Londres – Italian Art in the 20th Century (1988).

## Linha do Tempo
- 1924	Nasce em Trapani, Sicília.
- 1943	Ingressa na Academia de Belas Artes de Florença.
- 1946	Muda-se para Roma.
- 1947	Funda o grupo Forma 1.
- 1948	Primeira exposição individual na Galleria Art Club, Roma.
- 1950–1954	Desenvolve a "escrita plástica".
- 1964	Participa da Bienal de Veneza.
- 1966	Inicia experimentações com sicofoil.
- 1970	Integra o coletivo Rivolta Femminile.
- 1976	Retrospectiva no Musée d'Art Moderne, Paris.
- 1993	Sala especial na Bienal de Veneza.
- 2001	Instala Triplice tenda no MACRO, Roma.
- 2009	Realiza o Autorretrato para a Galleria Uffizi.
- 2014	Falece em Roma.